# Au paradis des hommes
Pour plus de détails, voir Fiche technique et Distribution.
Au paradis des hommes est un long métrage (action/thriller de conspiration) de Cédric Malzieu.

## Synopsis
L'enterrement de vie de garçon de Clément (Julien Courbey) va basculer.

## Fiche technique
- Titre  original : Au paradis des hommes
- Réalisation :Cédric Malzieu
- Scénario  : Cédric Malzieu
- Production : Nicolas Burgaentzlen, 1er Assistant : Mathier Jehl
- Société de production :  Somnambule Production
- Musique du film :  Cédric Malzieu et Cyril Malzieu
- Photographie : Lionel Lanoix
- Montage :  Cédric Malzieu
- Décors : Kati Durand
- Costumes : Kati Durand
- Son : Jérôme Schmitt et Fabien Franck (assistant)
- Pays d'origine  :  France
- Genre : drame, thriller
- Durée : 1h30
- Date de sortie :

## Distribution
- Julien Courbey : Clément
- Alix Bénézech :  Tania
- Loïc Quily : Colin
- Cédric Malzieu : God-Michel
- Gérard Sacquépee : Norbert
- Sylvain Urban : Malo
- Rosa-Belinda Sette : Mailie
- Jonathan Anziano : Vincent
- Benjamin Lafrène : Pierrot
- Manuel Lanbinet : Tim
- Cédric Bouvier : Lombard
- Thierry Penin : Pat
- Mickaël Collart : Bob
- Dorine Cochenet : Charline
- Sacha Tarantovich : Natalia
- Patrick Baur : Igor
- Christopher Tram : Kiang
- Christophe Madrolle : Carlos
- Eric Tremblay : Fred
- Eric Borner : Le magicien
- Manuela Bruckert : L'assistante
- Pascal Durozier : Le conducteur
- Ludovic Zumstein : Un sbire
- Pascal Rohrbach : Un sbire
- Véronique Otte : Nuri
- Anthony Roesch : Ripou
- Aurélie Sacquépee : Lola
- Ben Saha : Vendeur
- Véronique Holtzheyer : Employée
- Maïté Breyer : Danseuse